# Восход (Варнавинський район)
Восход (рос. Восход) — селище в Варнавинському районі Нижньогородської області Російської Федерації.
Населення становить 1654 особи. Входить до складу муніципального утворення Восходовська сільрада.

## Історія
Від 2009 року входить до складу муніципального утворення Восходовська сільрада.

## Населення
| 1999 | 2002  | 2010  |
| ---- | ----- | ----- |
| 621  | ↗2134 | ↘1654 |